# Фарі Фей
Фарі Фей (фр. Fary Faye, нар. 24 грудня 1974, Дакар) — сенегальський футболіст, що грав на позиції нападника.
Виступав за низку португальських команд та національну збірну Сенегалу.

## Клубна кар'єра
У дорослому футболі дебютував 1993 року на батьківщині виступами за команду клубу «Діараф», в якій провів три сезони, взявши участь у 75 матчах чемпіонату. 
1996 року перебрався до Європи, ставши гравцем португальського третьолігового клубу «Уніан Монтемор». Після двох сезонів, проведених у цій команді, де він у 58 іграх 40 разів відзначався забитими голами, привернув уваги представників найвищого дивізіону Португалії, один з яких, «Бейра-Мар», запросив Фея до своїх лав. У складі «Бейра-Мар» у першому ж сезоні 1998/99 допоміг команді тріумфувати у Кубку Португалії. У цій команді був лідером атак, а в сезоні 2002/03 забив 18 голів у чемпіонаті, розділивши із Сімау з лісабонської «Бенфіки» титул найкращого бомбардира Прімейри.
Після цього бомбардирського досягнення влітку 2003 року сенегальця до себе запросила «Боавішта». У складі цієї команди з Порту протягом наступних п'яти сезонів регулярно отримував ігровий час, проте результативністю не візначався.
Тож 2008 року Фей повернувся до «Бейра-Мар», який на той час вже грав у Сегунді, де, утім, також не зміг відновити свої бомбардирські кондиції, і за два сезони знову змінив команду, перейшовши до іншого друголігового клубу, «Авеша».
2011 року 36-річний нападник повернувся до «Боавішти», яка декількома роками раніше через фінансові проблеми була понижена у класі до третього дивізіону. Попри поважний вік сенегалець провів у цій команді ще чотири сезони, регулярно виходячи на поле і забиваючи голи. Провів три гри в сезоні 2014/15, який «Боавішта» знову проводила у Прімейрі, після чого завершив професійну кар'єру.

## Виступи за збірну
2000 року дебютував в офіційних матчах у складі національної збірної Сенегалу. Протягом кар'єри у національній команді, яка тривала 2 роки, провів у формі головної команди країни 4 матчі.
У складі збірної був учасником Кубка африканських націй 2000 року у Гані та Нігерії, де виходив на поле у двох іграх групового етапу, а його команда припинила боротьбу на стадії чвертьфіналів.

## Титули і досягнення

### Командні
- Володар Кубка Португалії (1):

«Бейра-Мар»: 1998-1999

### Особисті
- Найкращий бомбардир чемпіонату Португалії (1): 2002-2003 (18 голів)